# Hemiksem
Hemiksem és un municipi belga de la província d'Anvers a la regió de Flandes. Limita al nord amb Anvers, a l'oest amb Kruibeke, a l'est amb Aartselaar i al sud amb Schelle.

## Evolució de la població

### Seglexix
| Any      | 1806 | 1816 | 1830 | 1846 | 1856 | 1866 | 1876 | 1880 | 1890 |
| -------- | ---- | ---- | ---- | ---- | ---- | ---- | ---- | ---- | ---- |
| Població | 578  | 714  | 1025 | 3010 | 3312 | 1597 | 2282 | 2603 | 3676 |
|          |      |      |      |      |      |      |      |      |      |

### Segle XX (fins a 1976)
| Any      | 1900  | 1910  | 1920  | 1930  | 1947  | 1961   | 1970   | 1976   |  |
| -------- | ----- | ----- | ----- | ----- | ----- | ------ | ------ | ------ |  |
| Població | 5.003 | 7.154 | 7.679 | 9.312 | 9.221 | 10.145 | 10.180 | 10.258 |  |
|          |       |       |       |       |       |        |        |        |  |

### 1977 ençà
| Any       | 1977   | 1980   | 1985  | 1990  | 1995  | 2000  | 2005  | 2006  |
| --------- | ------ | ------ | ----- | ----- | ----- | ----- | ----- | ----- |
| Població  | 10.258 | 10.265 | 9.611 | 9.380 | 9.298 | 9.151 | 9.550 | 9.664 |
| Font: NIS |        |        |       |       |       |       |       |       |

## Burgmeestres
- 1800-1807: L. Plottier
- 1807-1839: Fil. de Pret de Terveken
- 1839-1858: Ch. de Bosschaert
- 1868-1896: J.J.D. Saunier
- 1897-1914: E. Van Nuffel
- 1914-1919: Fr. Seeldrayers
- 1919-1921: P.J. De Groof
- 1921-1927: Fr. Huysmans
- 1927-1941: Ch. de Backer
- 1941-1942: Fr. Verhavert
- 1942-1944: A. Cauwenberghs
- 1944-1945: Ch. de Backer
- 1945-1952: D. Coppens
- 1952-1976: Fr. Block
- 1976-1982: A. Vervliet
- 1982-1988: J. De Hondt
- 1988-1994: L. Van Tendeloo
- 1994-2000: Fr. Cauwenberghs
- 2000- : E. De Herdt